# La vendetta dei 47 ronin
La vendetta dei 47 ronin, noto anche come I 47 ronin ribelli, è un film del 1941 diretto da Kenji Mizoguchi.
Il soggetto è basato su una serie di opere teatrali di Mayama Seika..

## Trama
Parte I. Nel 1701, durante lo shogunato Tokugawa, il daimyō Asano Naganori accoltella il dignitario Kira Yoshinaka, che lo aveva calunniato, all’interno del castello di Edo, residenza degli shōgun, riuscendo solo a ferirlo. Asano viene quindi condannato a commettere seppuku e i possedimenti del suo clan vengono confiscati, mentre Kira, peraltro non visto di buon occhio dalla popolazione e dallo stesso imperatore, viene munito di una ingente scorta armata, essendo oggetto di una possibile vendetta da parte del clan degli Asano.
Ad Aki, i numerosi samurai alle dipendenze del defunto Asano, con le loro famiglie, in attesa che truppe shogunali vengano ad impadronirsi del castello, si dividono in varie fazioni, finché 46 di loro accettano l'autorità di Ōishi Kuranosuke, il quale decide inaspettatamente di non resistere all’assalto e abbandonare il castello. Da allora i samurai divengono ronin allo sbando, privi di un signore.
Ōishi sa che la vendetta contro Kira è richiesta dal codice morale dei samurai. Ma è in corso un'istanza, a cui egli stesso aveva dato avvio, di restaurazione dei beni di Naganori sotto l'autorità del fratello del defunto. Solo dopo un eventuale rifiuto dell'istanza la vendetta avrebbe perso il suo carattere velleitario agli occhi dell'opinione pubblica: bisogna dunque aspettare il verdetto dello shogun. Verdetto che si fa attendere per mesi, duranti i quali Ōishi, profondamente scosso, deve fronteggiare opposizioni e defezioni dei propri uomini, nonché l'abbandono da parte della moglie e dei figli. L’istanza è infine rigettata, e Ōishi si prefigge infine di recarsi ad Edo per perpetrare la vendetta.
Parte II. La vedova di Asano, a Edo, nell'anniversario della morte del marito, riceve una lettera in cui Ōishi la informa dell'assalto dei quarantasette ronin avvenuto con successo nella residenza di Kira e della sua uccisione. La "giusta vendetta" è compiuta. I 47 ronin depongono la testa di Kira sulla tomba di Asano e si consegnano all'autorità. Per quanto sia convinzione di tutti che essi abbiano agito in modo giusto, i samurai convengono che bisogna sottostare onorevolmente alla legge.
Messi sotto arresto, trascorrono la loro ultima notte in canti e danze, in attesa del giudizio dello shogun. Il mattino dopo giunge il verdetto: sono condannati a commettere seppuku. Vengono chiamati uno ad uno, e l'ultimo è Ōishi, l'organizzatore: quando viene fatto il suo nome, chiede cortesemente al suo interlocutore il permesso di accomiatarsi, per cause di forza maggiore.